# Megascolides australis
Espèce
Statut de conservation UICN

 EN B1ab(iii)+2ab(iii) : En danger
Classification phylogénétique
- Bilatériens
  - Protostomiens
    - Lophotrochozoaires
      - Eutrochozoaires
        - Annelides
          - Oligochètes

Megascolides australis, de la famille des Megascolecidae, est une des espèces les plus grandes de vers de terre au monde. Les anglo-saxons le nomment habituellement Giant Gippsland earthworm, « Ver géant de Gippsland ». Sa taille est d'environ 80 cm de long en extension moyenne et 2 cm de diamètre, pour un poids de près de 400 g. Des specimens dépassant cependant les 3 m de long ont été signalés. Son aire de répartition est extrêmement limitée et est confinée à la vallée de Bass River, dans la région de South Gippsland, en Australie.
L'engouement du public australien pour cette espèce spectaculaire a engendré, dans la région où elle subsiste, la naissance du Korumburra "Karmai" festival. Cet intérêt, associé à des recherches scientifiques de longue date par les biologistes et au caractère restreint de l'aire de répartition, devrait normalement faire de ce ver de terre la première espèce d'annélide terrestre au monde à être officiellement protégée. L'UICN a déclaré l'espèce vulnérable en 1986.

### Photos
- Giant Gippsland Earthworm (Megascolides australis).
- Illustration dans Caught & Coloured: Zoological Illustrations from Colonial Victoria : Giant Gippsland Earthworm, Megascolides australis, par Arthur Bartholomew.